# غرينفيل (نيويورك)
غرينفيل (بالإنجليزية: Greenville, Orange County, New York)‏ هي بلدة أمريكية تقع في الولايات المتحدة في مقاطعة أورانج، نيويورك. يقدر عدد سكانها بـ 4,616 نسمة ومساحتها 79.1 كم2 وترتفع عن سطح البحر 299 متر.